# تور إلى ويب
تور إلى ويب Tor2web (يُنطق بـ "Tor to Web") هو مشروع برمجي هجين يسمح بالوصول إلى خدمات Tor المخفية من متصفح ويب قياسي دون الاتصال بشبكة Tor . تم إنشاؤه بواسطة آرون سوارتز وفيرجيل غريفث.

## تاريخ
تور عبارة عن شبكة تمكن الأشخاص من استخدام الإنترنت بشكل مجهول -على الرغم من وجود نقاط ضعف معروفة- ونشر المحتوى على "الخدمات المخفية"، والتي لا توجد إلا داخل شبكة تور لأسباب أمنية، وبالتالي لا يمكن الوصول إليها إلا لعدد صغير نسبيًا من الأشخاص وهم الذين يستخدمون متصفح ويب متصل بـتور. طور آرون شوارتز وفيرجيل جريفيث Tor2web في عام 2008 كوسيلة لدعم الإبلاغ عن المخالفات وكاشف الفساد وأشكال أخرى من النشر المجهول من خلال تور، مما يسمح للمواد بأن تظل مجهولة الهوية مع جعلها في متناول جمهور أوسع. في مقابلة مع منظمة وايرد أوضح آرون شوارتزأن شبكة تور رائعة للنشر المجهول، ولكن نظرًا لأن تركيزها لا ينصب على سهولة الاستخدام، وبالتالي لن يقوم الكثير من الأشخاص بتثبيتها، فقد أراد "إنتاج هذا الهجين حيث يمكن للأشخاص نشر أشياء باستخدام تور وجعلها حتى يتمكن أي شخص على الإنترنت من مشاهدتها".
يعتبر البرنامج الذي طوره آرون شوارتز وفيرجيل جريفيث اليوم الإصدار 1.0. ومنذ ذلك الحين قام جيوفاني بيليرانو بصيانته وتطويره من مركز هيرميس للشفافية وحقوق الإنسان الرقمية كجزء من مشروع غلوباليكس ، بدعم مالي من صندوق التكنولوجيا المفتوحة . تم إصدار الإصدار 2.0 في أغسطس 2011 ، والإصدار 3.0 في مرحلة تجريبية اعتبارًا من ديسمبر 2014 .

## التشغيل والأمن
بدلاً من نطاقات المستوى الأعلى النموذجية مثل .com أو .org أو .net ، تنتهي عناوين URL للخدمة المخفية بـ .onion ولا يمكن الوصول إليها إلا عند الاتصال بـتور. يعمل Tor2web كوكيل أو وسيط متخصص بين الخدمات المخفية والمستخدمين، مما يجعلهم مرئيين للأشخاص غير المتصلين بتور. للقيام بذلك يأخذ المستخدم عنوان URL لخدمة مخفية ويستبدل (.onion) بـ (onion.to) .
مثل تور، يعمل Tor2web باستخدام خوادم يتم تشغيلها طواعية من قبل مجتمع مفتوح من الأفراد والمؤسسات.
يحافظ Tor2web على إخفاء هوية ناشري المحتوى ولكنه ليس في حد ذاته أداة إخفاء الهوية ولا يوفر أي حماية للمستخدمين بخلاف نقل البيانات باستخدام HTTP Secure (HTTPS). منذ الإصدار 2.0 تمت إضافة تحذير بشأن الخصوصية والأمان إلى رأس كل صفحة ويب يتم جلبها، مما يشجع القراء على استخدام حزمة متصفح Tor للحصول على إخفاء الهوية.

## قائمة بالخدمات النشطة المشابهة لـ tor2web
- - onion.foundation / onion.re
  - onion.moe
  - onion.ly
  - onion.pet
  - onion.ws
  - onion.dog
  - tor2web.to

## أنظر أيضا
- الويب المظلم

## روابط خارجية
- الموقع الرسمي